# Chalet Les Lions

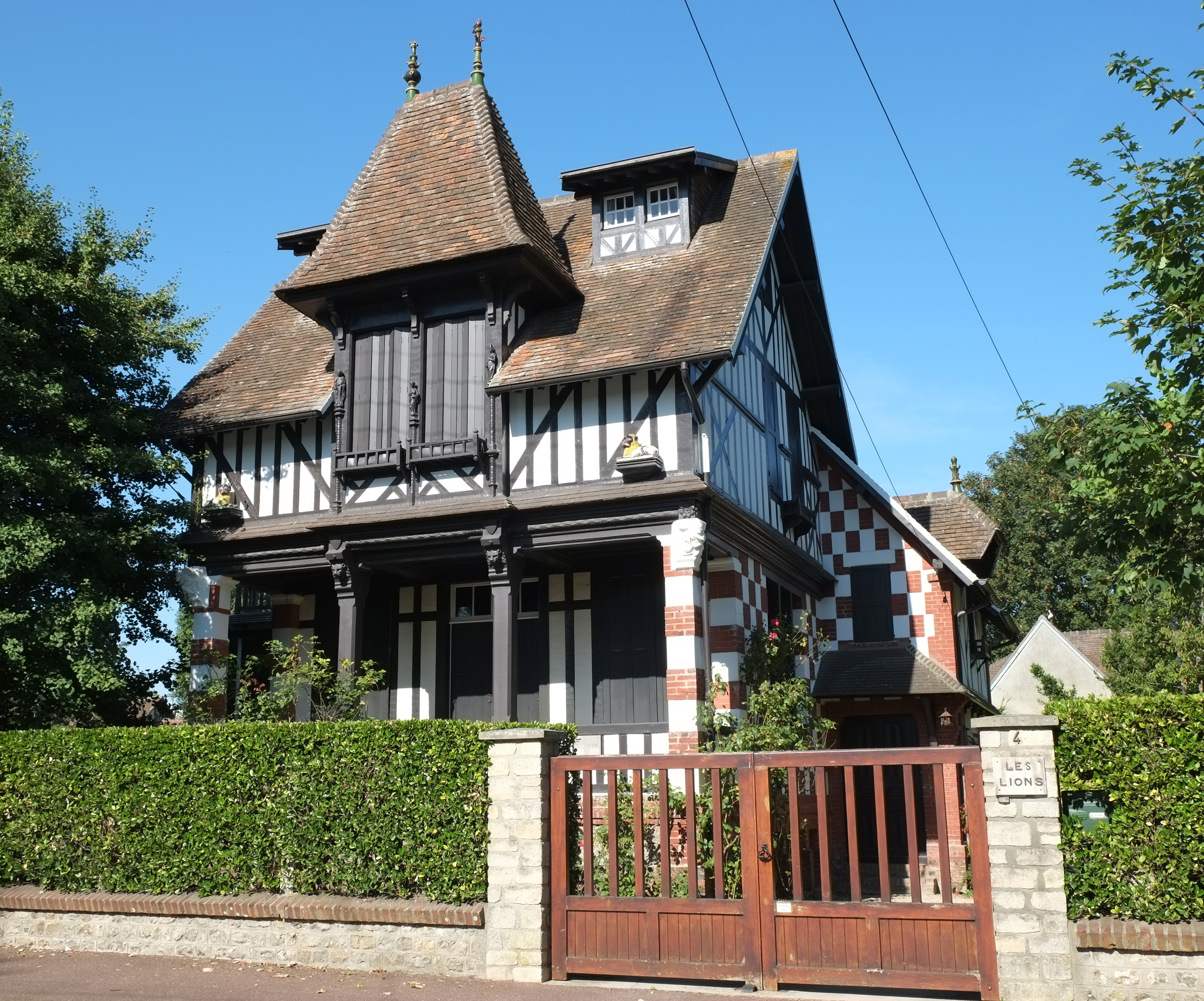
Chalet Les Lions in Houlgate

Das Chalet Les Lions in Houlgate, einer französischen Gemeinde im Département Calvados in der Region Normandie, wurde 1900 errichtet. Die Villa am Boulevard Jacques Landry Nr. 4 verdankt ihren Namen den Löwenskulpturen an der Hausfassade. 
Das Gebäude im Baustil der Normandie besitzt ein Fachwerkobergeschoss mit einem großen Zwerchhaus an der Straßenseite. Die Terrasse wird vom vorkragenden Obergeschoss überdacht, das von vier Pfeilern mit grotesken Köpfen getragen wird. Diese erinnern an mittelalterliche Skulpturen.